# 안진영
안진영은 대한민국의 텔레비전 드라마 작가이다. 

## 드라마
- 2023년 ~ 2024년 MBC 저녁 일일연속극 《세 번째 결혼》 ... 공동집필